# Vestigialidad

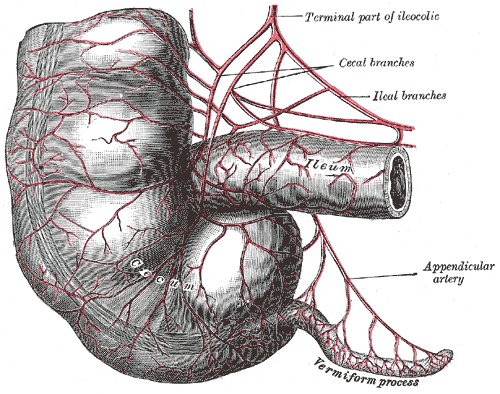
En los humanos, el apéndice vermiforme es una estructura vestigial; ha perdido mucha de su función ancestral.

La vestigialidad es la retención durante el proceso de evolución de estructuras o atributos genéticamente determinados que han perdido parte o la totalidad de su función ancestral en una especie determinada. La evaluación de la vestigialidad generalmente debe basarse en la comparación con características homólogas en especies relacionadas. La aparición de vestigios ocurre por procesos evolutivos normales, generalmente por la pérdida de función de una característica que ya no está sujeta a presiones de selección positivas cuando pierde su valor en un entorno cambiante. La característica puede seleccionarse en contra de forma más urgente cuando su función se vuelve definitivamente dañina, pero si la falta de la característica no proporciona ninguna ventaja, y su presencia no proporciona ninguna desventaja, la característica podría no eliminarse por selección natural y persistir entre las especies. Ejemplos típicos de ambos tipos ocurren en la pérdida de capacidad de vuelo en especies que habitan en océanos.

## Introducción

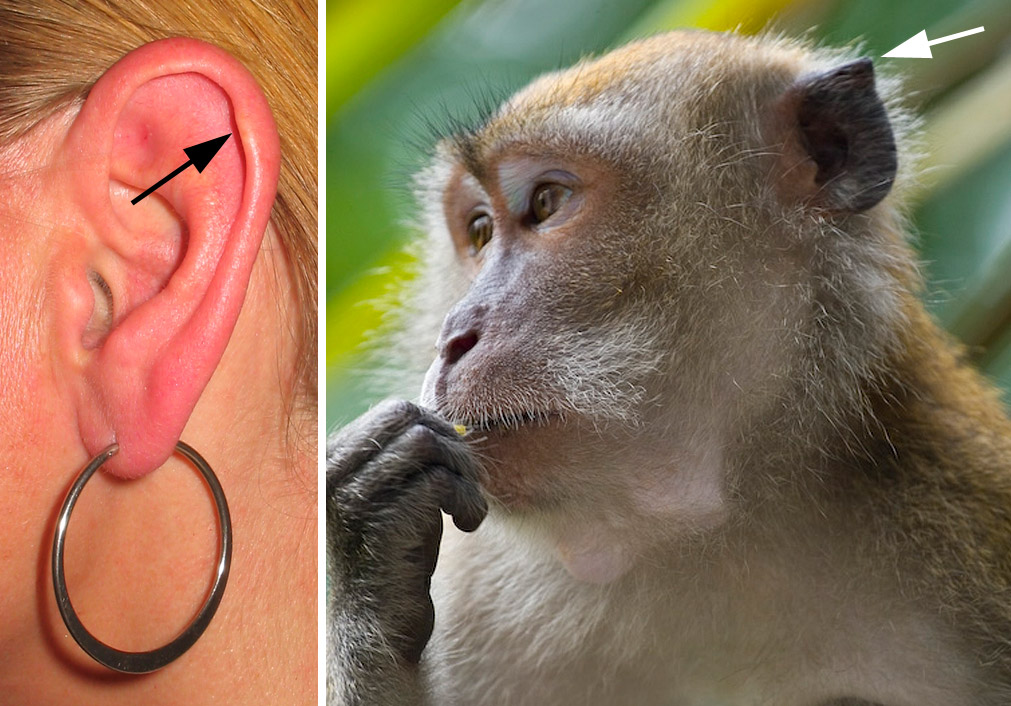
El tubérculo de Darwin (izquierda) es una forma vestigial de la punta de la oreja (derecha) en los ancestros mamíferos de los humanos, que se muestra aquí en un macaco cangrejero.

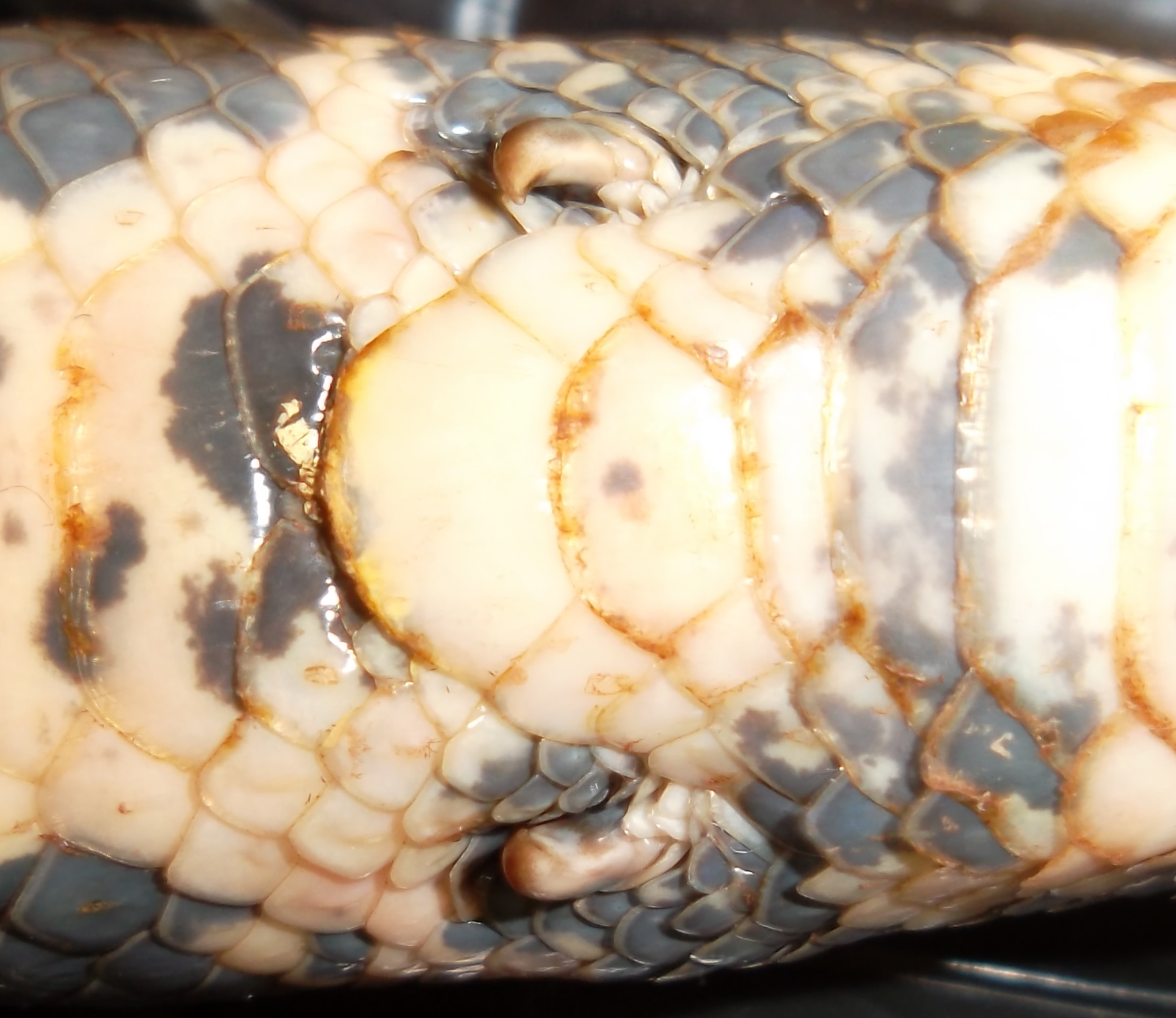
patas traseras vestigiales (espuelas) en una boa constrictor

Las características vestigiales pueden tomar varias formas; por ejemplo, pueden ser patrones de comportamiento, estructuras anatómicas o procesos bioquímicos. Como la mayoría de las otras características físicas, sin embargo, las características vestigiales funcionales en una especie determinada pueden aparecer, desarrollarse y persistir o desaparecer sucesivamente en diversas etapas dentro del ciclo de vida del organismo, que van desde el desarrollo embrionario temprano hasta la adultez tardía.
Vestigialidad, biológicamente hablando, se refiere a organismos que retienen órganos, que aparentemente han perdido la totalidad de la función original. El tema es controvertido y no sin disputa; sin embargo, los órganos vestigiales son conocimiento evolutivo común. Además, el término vestigialidad es útil para referirse a muchas características genéticamente determinadas, ya sean morfológicas, conductuales o fisiológicas; en cualquier contexto, sin embargo, no es necesario seguir que una característica vestigial debe ser completamente inútil. Un ejemplo clásico en el nivel de la anatomía macroscópica es el apéndice vermiforme humano, aunque vestigial en el sentido de no conservar una función digestiva significativa, el apéndice todavía tiene funciones inmunológicas y es útil para mantener la flora intestinal.
Conceptos similares se aplican a nivel molecular: algunas secuencias de ácidos nucleicos en genomas eucariotas no tienen una función biológica conocida; algunos de ellos pueden ser "ADN basura", pero es una cuestión difícil demostrar que una secuencia particular en una región particular de un genoma dado es realmente no funcional. El simple hecho de que es ADN no codificante no establece que no tenga funciones. Además, incluso si una secuencia de ADN existente no tiene función, no se deduce que haya descendido de una secuencia ancestral de ADN funcional. Lógicamente, tal ADN no sería vestigial en el sentido de ser el vestigio de una estructura funcional. Por el contrario, los pseudogenes han perdido su capacidad de codificación de proteínas o, de lo contrario, ya no se expresan en la célula. Ya sea que tengan alguna función existente o no, han perdido su función anterior y en ese sentido se ajustan a la definición de vestigiosidad.
Las estructuras vestigiales a menudo se llaman órganos vestigiales, aunque muchas de ellas no son realmente órganos. Tales estructuras vestigiales son típicamente degeneradas, atrofiadas o rudimentarias, y tienden a ser mucho más variables que las partes no vestigiales homólogas. Aunque las estructuras comúnmente consideradas "vestigiales" pueden haber perdido algunos o todos los roles funcionales que habían desempeñado en organismos ancestrales, tales estructuras pueden retener funciones menores o pueden haberse adaptado a nuevos roles en poblaciones existentes.
Es importante evitar la confusión del concepto de vestigialidad con el de exaptación. Ambos pueden aparecer juntos en el mismo ejemplo, dependiendo del punto de vista relevante. En resumen, una estructura originalmente utilizada para un propósito se modifica para una nueva. Por ejemplo, las alas de los pingüinos serían exactas en el sentido de servir a un nuevo propósito sustancial (locomoción submarina), pero aún podrían considerarse vestigiales en el sentido de haber perdido la función de vuelo. En contraste, Darwin argumentó que las alas de los emus serían definitivamente vestigiales, ya que parecen no tener ninguna función importante existente; sin embargo, la función es una cuestión de grado, por lo que los juicios sobre qué es una función "principal" son arbitrarios; el emú parece usar sus alas como órganos de equilibrio al correr. Del mismo modo, el avestruz utiliza sus alas en exhibición y control de temperatura, aunque son indudablemente vestigiales como estructuras para el vuelo.
Los caracteres vestigiales varían de perjudicial a neutral a favorable en términos de selección. Algunos pueden ser de alguna utilidad limitada para un organismo, pero aún degeneran con el tiempo si no confieren una ventaja lo suficientemente significativa en términos de aptitud para evitar los efectos de la deriva genética o presiones de selección competitivas. La vestigialidad en sus diversas formas presenta muchos ejemplos de evidencia de evolución biológica.

## Historia

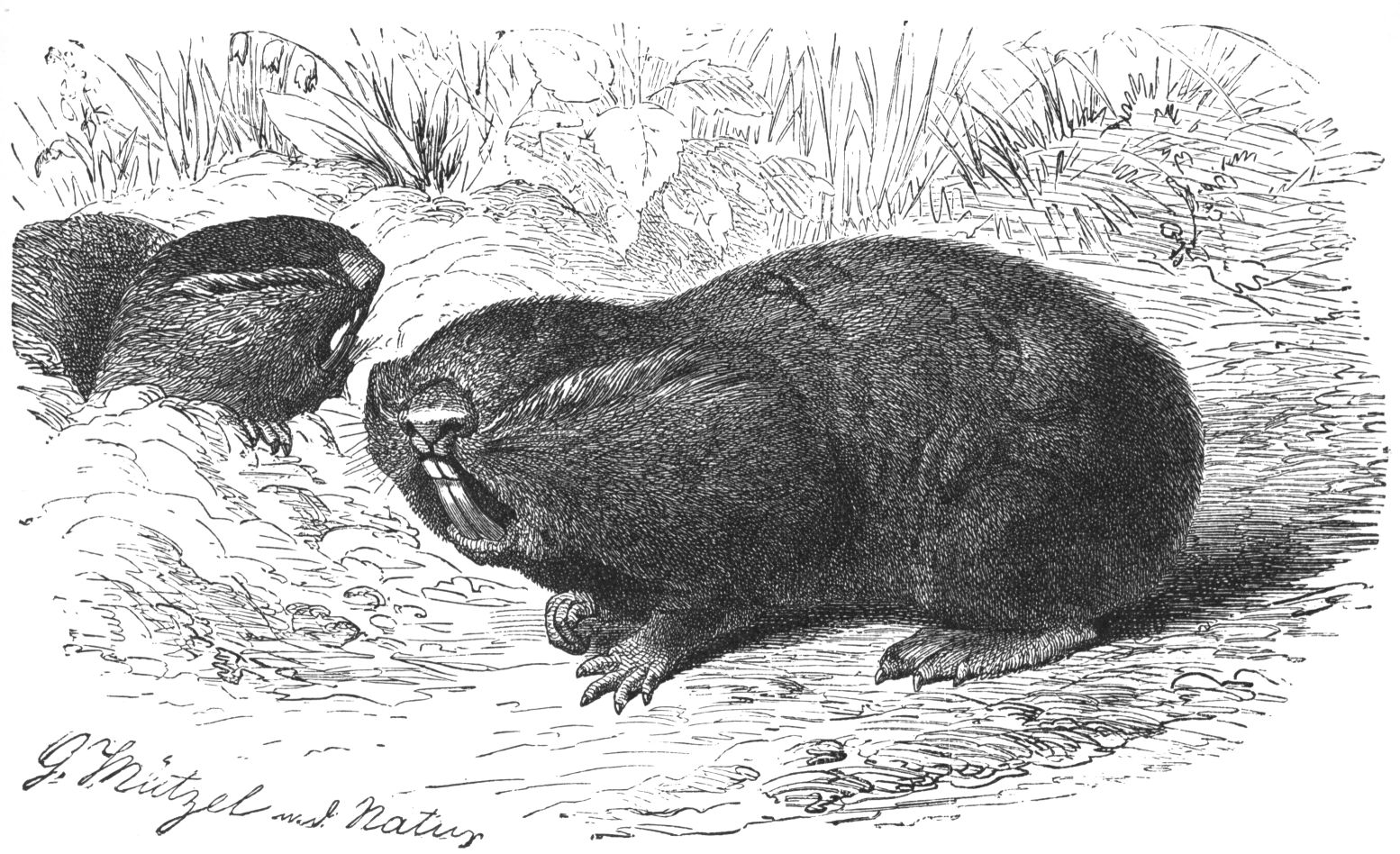
La rata topo ciega (Spalax typhlus) tiene pequeños ojos completamente cubiertos por una capa de piel.

Las estructuras vestigiales se han notado desde la antigüedad y la razón de su existencia se especuló mucho antes de que la evolución darwiniana proporcionara una explicación ampliamente aceptada. En el siglo IV a. C., Aristóteles fue uno de los primeros escritores en comentar, en su Historia de los animales, sobre los ojos vestigiales de los topos, llamándolos "retraso en el desarrollo" debido al hecho de que los topos apenas pueden ver. Sin embargo, solo en los últimos siglos los vestigios anatómicos se convierten en un tema de estudio serio. En 1798, Étienne Geoffroy Saint-Hilaire observó las estructuras vestigiales:

Mientras que inútil en esta circunstancia, estos rudimentos ... no han sido eliminados, porque la naturaleza nunca funciona por saltos rápidos, y siempre deja vestigios de un órgano, a pesar de que es completamente superfluo, si ese órgano juega un papel importante en las otras especies de la misma familia.

Su colega, Jean-Baptiste Lamarck, nombró una serie de estructuras vestigiales en su libro de 1809 Philosophie Zoologique. Lamarck notó que "el Spalax de Olivier, que vive bajo tierra como el topo y aparentemente está expuesto a la luz del día incluso menos que el topo, ha perdido por completo el uso de la vista: de modo que no muestra nada más que vestigios de este órgano".
Charles Darwin estaba familiarizado con el concepto de estructuras vestigiales, aunque el término para ellas aún no existía. Enumeró varios de ellos en El origen del hombre, incluidos los músculos de la oreja, las muelas del juicio, el apéndice, el hueso de la cola, el vello corporal y el pliegue semilunar en el rabillo del ojo. Darwin también señaló, en Sobre el origen de las especies, que una estructura vestigial podría ser inútil para su función principal, pero aún conserva papeles anatómicos secundarios: "Un órgano que sirve para dos propósitos, puede volverse rudimentario o completamente abortado por uno, incluso más propósito importante, y sigue siendo perfectamente eficiente para el otro ... [U]n órgano puede volverse rudimentario para su propósito adecuado y usarse para un objeto distinto".
En la primera edición de El origen de las especies, Darwin mencionó brevemente la herencia de los caracteres adquiridos bajo el título "Efectos de uso y desuso", expresando pocas dudas de que el uso "fortalece y agranda ciertas partes, y el desuso las disminuye; y que tales modificaciones son heredadas". En ediciones posteriores amplió sus pensamientos sobre esto, y en el capítulo final de la 6.ª edición concluyó que las especies se han modificado "principalmente a través de la selección natural de numerosas variaciones sucesivas, leves, favorables; ayudado de manera importante por los efectos heredados del uso y desuso de las partes".
En 1893, Robert Wiedersheim publicó The Structure of Man, un libro sobre la anatomía humana y su relevancia para la historia evolutiva del hombre. La Estructura del Hombre contenía una lista de 86 órganos humanos que Wiedersheim describió como "Órganos que se han vuelto completamente o en parte sin función, algunos que aparecen solo en el embrión, otros presentes durante la vida constante o inconstantemente. En su mayor parte Órganos que pueden ser justamente llamados Vestigiales". Desde su época, la función de algunas de estas estructuras ha sido descubierta, mientras que otros vestigios anatómicos han sido desenterrados, haciendo que la lista sea de interés principalmente como un registro del conocimiento de la anatomía humana en ese momento. Las versiones posteriores de la lista de Wiedersheim se ampliaron a hasta 180 "órganos vestigiales" humanos. Esta es la razón por la cual el zoólogo Horatio Newman dijo en una declaración escrita que se leía en pruebas en el juicio de Scopes que "De acuerdo con Wiedersheim, hay no menos de 180 estructuras vestigiales en el cuerpo humano, suficientes para hacer de un hombre un verdadero museo de antigüedades andante".

## Antepasado común y teoría evolutiva
Las estructuras vestigiales a menudo son homólogas a estructuras que funcionan normalmente en otras especies. Por lo tanto, las estructuras vestigiales pueden considerarse evidencia de la evolución, el proceso por el cual los rasgos hereditarios beneficiosos surgen en las poblaciones durante un período de tiempo prolongado. La existencia de rasgos rudimentarios se puede atribuir a los cambios en el entorno y los patrones de comportamiento del organismo en cuestión. A través del examen de estos diversos rasgos, está claro que la evolución tuvo un papel difícil en el desarrollo de los organismos. Cada estructura anatómica o respuesta de comportamiento tiene orígenes en los que, en algún momento, fueron útiles. A medida que pasaba el tiempo, los antiguos organismos ancestros comunes también lo hicieron. Evolucionando con el tiempo, la selección natural jugó un papel importante. Se seleccionaron estructuras más ventajosas, mientras que otras no. Con esta expansión, algunos rasgos quedaron en el camino. Como la función del rasgo ya no es beneficiosa para la supervivencia, la probabilidad de que los descendientes futuros hereden la forma "normal" de la misma disminuye. En algunos casos, la estructura se vuelve perjudicial para el organismo (por ejemplo, los ojos de un topo pueden infectarse). En muchos casos, la estructura no causa daños directos, sin embargo, todas las estructuras requieren energía adicional en términos de desarrollo, mantenimiento y peso, y también son un riesgo en términos de enfermedad (por ejemplo, infección, cáncer), proporcionando cierta presión selectiva para el eliminación de partes que no contribuyen a la aptitud de un organismo. Una estructura que no es dañina tomará más tiempo para ser 'eliminada' que una que sí lo sea. Sin embargo, algunas estructuras vestigiales pueden persistir debido a limitaciones en el desarrollo, tales que la pérdida completa de la estructura no podría ocurrir sin alteraciones importantes del patrón de desarrollo del organismo, y tales alteraciones probablemente producirían numerosos efectos secundarios negativos. Los dedos de muchos animales, como los caballos, que se paran en un solo dedo, son aún evidentes en una forma vestigial y pueden volverse evidentes, aunque raramente, de vez en cuando en los individuos.
Las versiones vestigiales de la estructura se pueden comparar con la versión original de la estructura en otras especies con el fin de determinar la homología de una estructura vestigial. Las estructuras homólogas indican ancestros comunes con aquellos organismos que tienen una versión funcional de la estructura.
 Douglas J. Futuyma ha declarado que las estructuras vestigiales no tienen sentido sin la evolución, al igual que la ortografía y el uso de muchas palabras modernas en inglés solo pueden explicarse por sus antecedentes en Latín o Nórdico antiguo.
Los rasgos vestigiales todavía se pueden considerar adaptaciones. Esto se debe a que una adaptación se define a menudo como un rasgo que ha sido favorecido por la selección natural. Las adaptaciones, por lo tanto, no necesitan ser adaptativas, siempre que lo fueran en algún momento.

## Ejemplos

### Animales

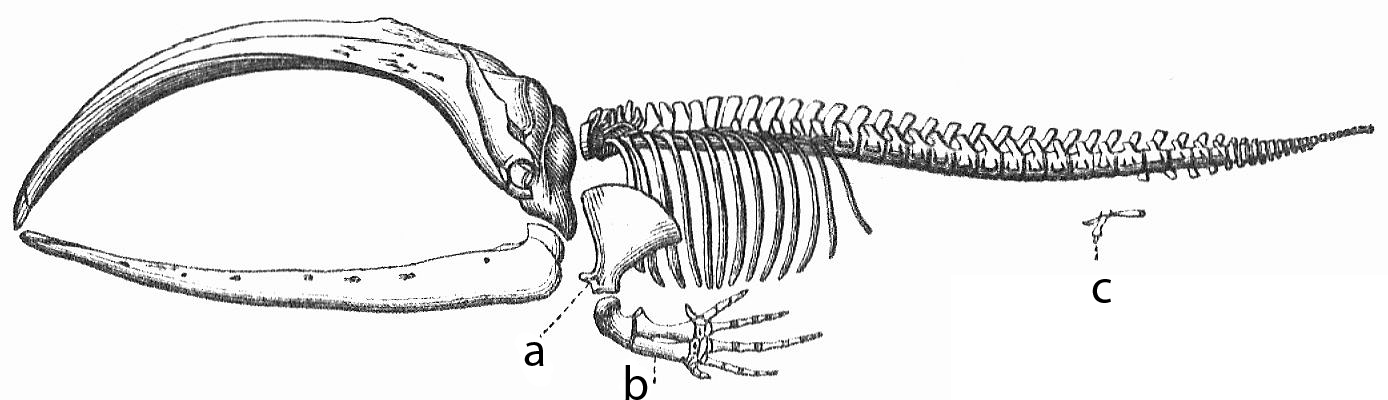
La letra C en la imagen indica las patas traseras sin desarrollar de una ballena barbada.

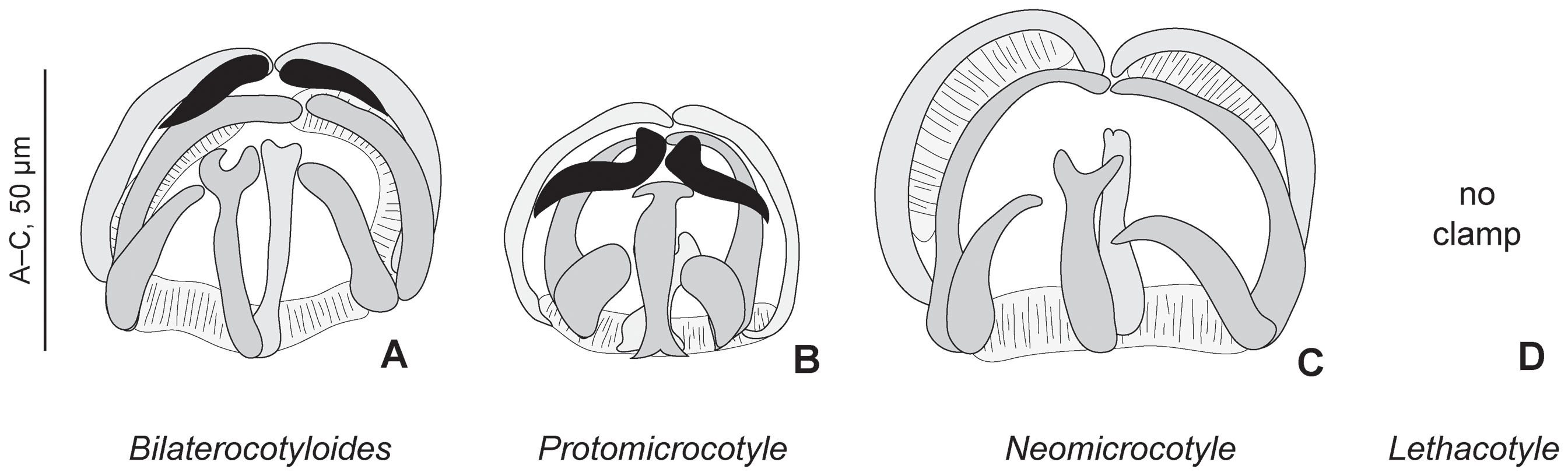
Accesorio vestigial de abrazaderas en varios géneros de Protomicrocotylidae. Accesorio escleritos (negro) están presentes en abrazaderas normales, pero ausente en abrazaderas simplificadas. Lethacotyle (derecha) no tiene ninguna abrazadera en absoluto.

Los rasgos vestigiales están presentes en todo el reino animal, y se podría dar una lista casi interminable. Darwin dijo que "sería imposible nombrar uno de los animales superiores en el que una parte u otra no se encuentra en una condición rudimentaria".
Las alas de avestruces, emúes y otras aves no voladoras son vestigiales; son restos de las alas de sus ancestros voladores. Los ojos de ciertos peces cueva y salamandras son vestigiales, ya que no permiten que el organismo vea, y son restos de los ojos funcionales de sus antepasados. Los animales que se reproducen sin sexo (a través de la reproducción asexual) generalmente pierden sus características sexuales, como la capacidad de localizar/reconocer el sexo opuesto y el comportamiento de cópula.

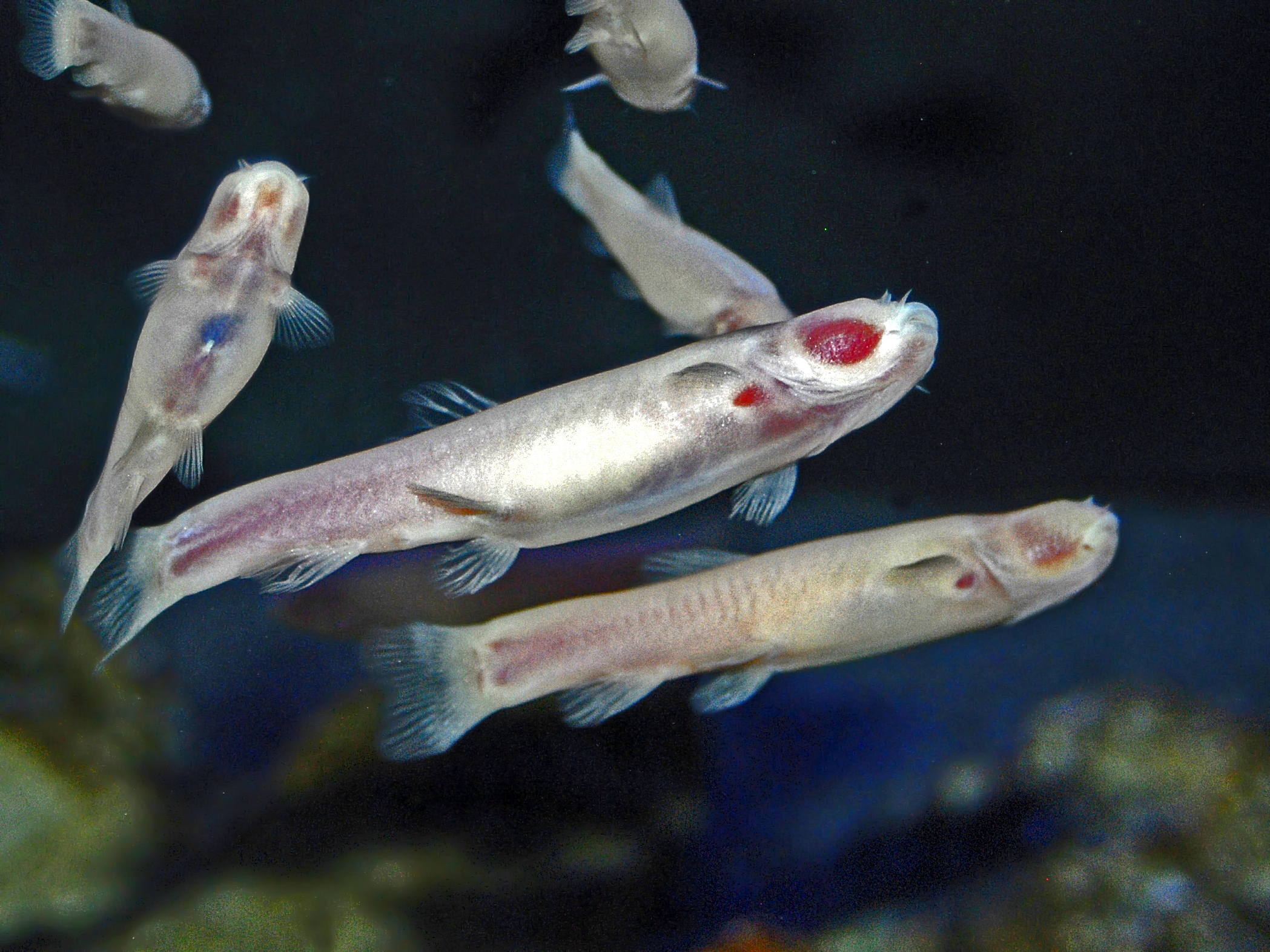
Phreatichthys andruzzii que muestra el color pálido y la falta de ojos típicos de los peces cueva. La gran mancha roja en la cabeza son las branquias llenas de sangre, visibles a través de la cubierta branquial semitransparente

Boas y pitones tienen vestigios de pelvis vestigiales, que son visibles externamente como dos pequeñas espículas pélvicas a cada lado de la cloaca. Estas espuelas a veces se usan en cópula, pero no son esenciales, ya que ninguna serpiente colubroide (la gran mayoría de las especies) posee estos restos. Además, en la mayoría de las serpientes, el pulmón izquierdo está muy reducido o ausente. Las anfisbenas, que desarrollaron independientemente la ausencia de miembros, también conservan vestigios de la pelvis y la cintura pectoral, y han perdido el pulmón derecho.
Se describió un caso de órganos vestigiales en monogéneos de tipo polyopisthocotylean (platelmintos parásitos). Estos parásitos generalmente tienen un órgano de inserción posterior con varias brazaderas, que son órganos esclerotizados que unen al gusano a la agalla del pez huésped. Estas abrazaderas son extremadamente importantes para la supervivencia del parásito. En la familia Protomicrocotylidae, las especies tienen abrazaderas normales, abrazaderas simplificadas o ninguna abrazadera en absoluto (en el género Lethacotyle). Después de un estudio comparativo de la superficie relativa de abrazaderas en más de 100 Monogeneans, esto se ha interpretado como una secuencia evolutiva que conduce a la pérdida de abrazaderas. Casualmente, otras estructuras de unión (colgajos laterales, estrías transversales) han evolucionado en protomicrocotiledóneas. Por lo tanto, las abrazaderas en Protomicrocotylidaes se consideraron órganos vestigiales.
En los ejemplos anteriores, la vestigiosidad generalmente es el resultado (a veces incidental) de la evolución adaptativa. Sin embargo, hay muchos ejemplos de vestigios como producto de una mutación drástica, y esa vestigiosidad suele ser perjudicial o contraadaptativa. Uno de los primeros ejemplos documentados fue el de las alas vestigiales en Drosophila. Muchos ejemplos en muchos otros contextos han surgido desde entonces.

### Humanos

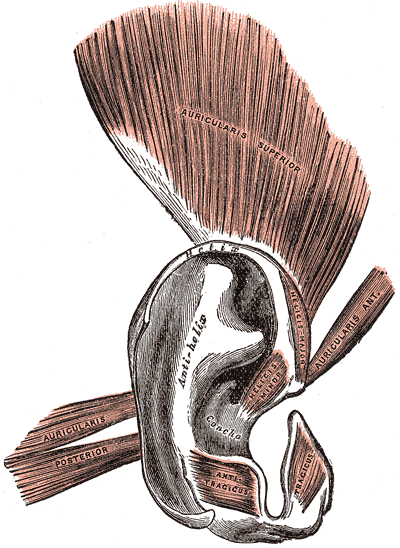
Los músculos conectados a las orejas de un ser humano no se desarrollan lo suficiente como para permitir la misma movilidad que a muchos animales.

La Vestigialidad humana está relacionada con la evolución humana, e incluye una variedad de caracteres que ocurren en la especie humana. Muchos ejemplos de estos son vestigiales en otros primates y animales relacionados, mientras que otros ejemplos aún están muy desarrollados. El ciego humano es vestigial, como suele suceder en los omnívoros, y se reduce a una sola cámara que recibe el contenido del íleon en el colon. El ciego ancestral habría sido un gran divertículo ciego en el que se habría fermentado material vegetal resistente, como la celulosa, en preparación para la absorción en el colon. Órganos análogos en otros animales similares a los humanos continúan realizando funciones similares. Una explicación alternativa sería la posibilidad de que la selección natural seleccione apéndices más grandes porque los apéndices más pequeños y más delgados serían más susceptibles a la inflamación y la enfermedad. El Coxis, aunque es un vestigio de la cola de algunos antepasados de los primates, es funcional como ancla para ciertos músculos pélvicos, incluyendo: el músculo elevador del ano y el músculo glúteo más grande, el músculo glúteo mayor.
Otras estructuras que son vestigiales incluyen la plica semilunaris en la esquina interna del ojo (un remanente de la membrana nictitante); y, como se representa, los músculos del oído y otras partes del cuerpo. Otras estructuras orgánicas (como el músculo occipitofrontal) han perdido sus funciones originales (evitar que caiga la cabeza), pero siguen siendo útiles para otros fines (expresión facial).
Los humanos también tienen algunos comportamientos vestigiales y reflejos. La formación de la piel de gallina en humanos bajo estrés es un reflejo vestigial; su función en los ancestros humanos era elevar el cabello del cuerpo, haciendo que el antepasado pareciera más grande y ahuyentara a los depredadores. El arrector pili muscular, que es una banda de músculo liso que conecta el folículo piloso con el tejido conjuntivo, se contrae y crea la piel de gallina.
También existen estructuras moleculares vestigiales en humanos, que ya no se usan, pero que pueden indicar ancestros comunes con otras especies. Un ejemplo de esto es un gen que es funcional en la mayoría de los otros mamíferos y que produce L-gulonolactone oxidase, una enzima que puede producir vitamina C. Una mutación documentada desactiva el gen en un antepasado del moderno infraorden de monos y simios, y ahora permanece en sus genomas, incluido el genoma humano, como una secuencia vestigial llamada pseudogén.
El cambio en la dieta humana hacia alimentos blandos y procesados a lo largo del tiempo causó una reducción en el número de dientes de molienda potentes, especialmente los terceros molares o muelas del juicio, que eran altamente propensos a la impactación.

### Plantas y hongos
Las plantas también tienen partes vestigiales, incluyendo estípulas y carpelos sin función, reducción de hojas de Equisetum, parafises de hongos. Ejemplos bien conocidos son las reducciones en la presentación floral, que conducen a flores más pequeñas y / o pálidas, en plantas que se reproducen sin cruzamiento, por ejemplo a través de autofecundación o reproducción clonal obligada.